# Wilfred Dunderdale
Wilfred Albert Dunderdale (auch Bill und Biffy genannt; Deckname John Green) (* 24. Dezember 1899 in Odessa; † 13. November 1990 in Surrey) war ein britischer Nachrichtendienstler.

## Leben und Tätigkeit
Dunderdale war ein Sohn des britischen Marineingenieurs Richard Albert Dunderdale. Er wuchs in Russland auf, so dass er die russische Sprache fließend beherrschte. Er besuchte ein Gymnasium in Nikolajew und begann das Studium der Architektur in Sankt Petersburg, bevor er durch die russische Revolution gezwungen war, aus der Stadt zu fliehen.
Er ging nach Wladiwostok, wo er im Auftrag seines Vaters ein von den Vereinigten Staaten geliefertes, und in fünf Sektionen zerteiltes, U-Boot mit einem Güterzug quer durch das revolutionserschütterte Russland bis zum Schwarzen Meer verschickte. Aufgrund dieser Leistungen sowie aufgrund seiner Sprachkenntnisse wurde er vom britischen Marinenachrichtendienst als Agent eingestellt und war in den folgenden Jahren im Raum des Schwarzen Meeres und des Marmarameeres tätig.
1921 wurde Dunderdale in den Dienst des Secret Intelligence Service (SIS, auch als MI6 bekannt), dem britischen Auslandsgeheimdienst, eingestellt. Er wurde zunächst in Konstantinopel eingesetzt.
1926 wurde er als Leiter (station head) der SIS-Außenstelle in der rue Jourbert in Paris eingesetzt. Diesen Posten hatte er vierzehn Jahre lang, bis 1940, inne. In dieser Stellung fungierte er vor allem als Verbindungsmann zu den verschiedenen britischen Geheimdiensten und organisierte Spionageaktivitäten mit den Zielländern Russland und Deutschland.
Im Jahr 1939 übermittelte Dunderdale einen von Experten des polnischen Geheimdienstes angefertigten Nachbau der deutschen Codierungsmaschine Enigma an den SIS. Dies wurde zur Grundlage der britischen Überwachung des deutschen Funkverkehrs während der weiteren Kriegsjahre im Dechiffrierungszentrum in Bletchley Park.
Nach der deutschen Besetzung Frankreichs im Jahr 1940 war Dunderdale einer der letzten britischen Vertreter, die im Juni 1940, kurz vor dem Einmarsch der deutschen Truppen, aus der Hauptstadt Paris lohen: Er erreichte schließlich Bordeaux, von wo er mit einer Sondermaschine der Royal Air Force ausgeflogen wurde.
Von den nationalsozialistischen Polizeiorganen wurde Dunderdale bereits vor dem Krieg als eine wichtige Zielperson eingestuft. Im Frühjahr 1940 setzte das Reichssicherheitshauptamt in Berlin ihn auf die Sonderfahndungsliste G.B., ein Verzeichnis von Personen, die im Falle einer erfolgreichen deutschen Invasion Großbritanniens durch die Sonderkommandos der SS-Einsatzgruppen mit besonderer Priorität ausfindig gemacht und verhaftet werden sollten.
In den ersten Nachkriegsjahren leitete Dunderdale das Special Liaison Centre des Secret Service. Dieses war für die Betreuung und Überprüfung von Überläufern aus dem Ostblock sowie für die Einvernahme derselben zur Gewinnung von Erkenntnissen über die kommunistischen Staaten Osteuropas zuständig. Das Personal des Special Liaison Centres bestand größtenteils aus älteren polnischen und russischen Emigranten.
1959 schied Dunderdale aus dem SIS aus.

## Nachwirken
Dunderdale wird in der Fachliteratur häufig als eine von mehreren Personen angesehen, auf der die von Ian Fleming entwickelte Romanfigur des britischen Geheimagenten James Bond basieren soll: So ist darauf hingewiesen worden, dass Fleming Dunderdale während des Zweiten Weltkriegs kennen gelernt und in engeren beruflichen Kontakt mit ihm gekommen und dementsprechend mit seiner Persönlichkeit und Karriere war (Fleming war zu dieser Zeit Assistent des Chefs des britischen Marinenachrichtendienstes und Dunderdale ein führender Agent im SIS).
Ferner haben Autoren diverse Parallelen zwischen Flemings Figur und Dunderdale in Hinblick auf Persönlichkeit/Wesensart, Habitus und Lebensgewohnheiten herausgestellt bzw. entdeckt, dass der fiktive Agent Bond zahlreiche Züge aufweist, die auch für den realen Agenten Dunderdale verbürgt sind: So hatte Dunderdale wie Bond eine Vorliebe für maßgeschneiderte Anzüge, rauchte dieselben Zigaretten, wie die Romanfigur und galt, wie diese als Frauenheld, als charmanter Lebemann und als Liebhaber nobler Automobile, die mit individualisierten Spezialausstattungen versehen waren (so benutzte er z. B. in Paris einen Rolls-Royce, der mit kugelsicherer Panzerung ausgestattet war).
Schließlich finden sich auch Elemente aus Dunderdales geheimdienstlichen Karriere in den Bond-Romanen wieder.